# 5EPs
5EPs es una antología de cinco álbumes de reproducción extendida lanzados por la banda estadounidense de rock experimental Dirty Projectors a lo largo del 2020. Cada uno de los primeros cuatro EP presenta a un miembro de la banda diferente como vocalista principal: Windows Open (Maia Friedman), Flight Tower (Felicia Douglass), Super João (Dave Longstreth), Earth Crisis (Kristin Slipp). La banda completa canta en el EP final, Ring Road.

## Promoción y lanzamiento
Dirty Projectors lanzó un video de "Overlord" en febrero de 2020, su primera música nueva desde 2018, cuando cambió la formación de la banda. "Overlord" aparecería más tarde en Windows Open, el primer EP de la banda en la serie de cinco EP, lanzado el 27 de marzo de 2020. "Search for Life", otra pista del EP, fue lanzada unos días antes del álbum.
La banda interpretó "Lose Your Love" (de Flight Tower) en el programa de comedia nocturno Full Frontal con Samantha Bee a mediados de 2020.
Para el quinto EP, Ring Road, la banda lanzó un video de "My Possession".
Domino Recording Company lanzó los cinco EP como la antología 5EPs el 20 de noviembre de 2020, como un disco LP de vinilo doble y una caja de lujo de cinco discos.

## Lista de canciones
| N.º | Título                | Duración |  |
| 1.  | «On The Breeze»       | 2:08     |  |
| 2.  | «Overlord»            | 2:43     |  |
| 3.  | «Search For Life»     | 2:49     |  |
| 4.  | «Guarding The Baby»   | 2:40     |  |
| 5.  | «Inner World»         | 2:22     |  |
| 6.  | «Lose Your Love»      | 2:48     |  |
| 7.  | «Self Design»         | 3:06     |  |
| 8.  | «Empty Vessel»        | 2:19     |  |
| 9.  | «Holy Mackerel»       | 4:01     |  |
| 10. | «I Get Carried Away»  | 2:11     |  |
| 11. | «You Create Yourself» | 2:48     |  |
| 12. | «Moon, If Ever»       | 2:19     |  |
| 13. | «Eyes On The Road»    | 2:48     |  |
| 14. | «There I Said It»     | 1:21     |  |
| 15. | «Bird's Eye»          | 4:40     |  |
| 16. | «Now I Know»          | 4:03     |  |
| 17. | «Por Qué No»          | 1:43     |  |
| 18. | «Searching Spirit»    | 2:34     |  |
| 19. | «No Studying»         | 2:28     |  |
| 20. | «My Possession»       | 3:11     |  |